# Microblogging
Il microblogging (o micro-blogging o micro blogging) è una forma di pubblicazione costante di piccoli contenuti in Rete, sotto forma di brevi messaggi di testo, immagini, video, audio MP3, ma anche segnalibri, citazioni, appunti. Questi contenuti vengono pubblicati in un servizio di rete sociale, visibili a tutti o soltanto alle persone della propria comunità.
Il servizio più diffuso è X (già Twitter), lanciato nel giugno 2006 da Evan Williams e diventato popolare alla South by Southwest Conference di Austin, Texas. Un altro servizio famoso e diffuso era FriendFeed (prima della sua chiusura fu acquisito da Facebook), da molti considerato come concorrente di Twitter, che introdusse il concetto di microblogging in tempo reale.
Successivamente sono comparsi altri servizi simili, tra cui Plurk, che visualizza i messaggi sotto forma di timeline orizzontale, Pownce, che integrava il microblogging con la condivisione di file e la gestione degli eventi, Folkstr che integra il micro-blogging con una rete sociale vera e propria, e Weibo, uno dei servizi di questo genere più usati in Cina.
La maggior parte dei servizi di microblogging sono nord americani, anche se servizi locali seppur con numeri minori rispetto ai giganti americani hanno visto la luce in Asia, Europa e Nord Africa.
A seguito del successo del microblogging anche famosi servizi di rete sociale come Facebook e MySpace hanno aggiunto caratteristiche simili, chiamate aggiornamento di stato.

## Servizi di microblogging
- Folkstr
- FriendFeed
- Google Buzz
- Identi.ca
- Jaiku
- Mastodon
- Pheed
- Pleroma
- Plurk
- Pownce
- Tumblr
- Twitter
- Yahoo! Meme